# Komitet przedsiębiorstwa
Komitet przedsiębiorstwa (fr. comité d’entreprise; podobny organ również w Belgii – rada przedsiębiorstwa – conseil d’entreprise) – jedna z instytucji reprezentujących pracowników przedsiębiorstw we Francji.
Instytucja ta została ustanowiona dekretem z 22 lutego 1945 roku (znowelizowanym ustawą z 16 maja 1946 roku) we wszystkich przedsiębiorstwach zatrudniających ponad 50 pracowników.
Komitety zajmują się sprawami socjalnymi i ekonomicznymi. Idea komitetów została zapoczątkowana przez Comités sociaux d’établissement („komitety socjalne zakładów”), ustanowionych przez Charte du travail („Umowa dot. pracy”) z 1941 roku. Została ona następnie podjęta przez Conseil national de la résistance („Rada narodowa Ruchu Oporu”), w 1944 r.
Instytucję komitetów przedsiębiorstw reguluje rozdział III księgi IV francuskiego kodeksu pracy (od artykułu L 143-1 do L 439-24).

## Skład
W skład komitetu wchodzą: dyrektor przedsiębiorstwa lub jego reprezentant jako przewodniczący (ewentualnie przy pomocy dwóch współpracowników) oraz członkowie wybrani przez pracowników, których liczba zależy od wielkości przedsiębiorstwa.

### Dyrekcja
Dyrektor przedsiębiorstwa jest z mocy prawa prezydentem komitetu, jednak status ten daje mu tylko bardzo ograniczone uprawnienia kontrolne i nie ma on żadnych przywilejów podczas głosowań. W pewnych przypadkach (zwolnienie delegata, działania socjalne itp.) nie powinien w ogóle uczestniczyć w głosowaniach. Jego działania są poddane restrykcyjnej reglamentacji. I tak, mimo że to dyrektor formalnie zwołuje komitet, to nie może jednak odmówić zwołania nadzwyczajnego zgromadzenia komitetu w przypadku, gdy większość członków podpisała wniosek zawierający takie żądanie.
Dyrektora przedsiębiorstwa może zastąpić jego przedstawiciel, który musi dysponować pisemnym pełnomocnictwem dyrektora, bez którego to upoważnienie jest nieważne.
Prezydentowi komitetu przedsiębiorstwa mogą towarzyszyć asystenci – specjaliści pracujący w przedsiębiorstwie (dyrektor zarządzający zasobami ludzkimi lub jego zastępca, prawnik, inspektor pracy, lekarz itp.). Tradycyjnie rolę asystenta spełnia właśnie dyrektor ds. zarządzania zasobami ludzkimi (DRH, directeur des ressources humaines) lub dyrektor ds. socjalnych w wielkich przedsiębiorstwach. Każda inna osoba spoza przedsiębiorstwa może zostać zaproszona na posiedzenie plenarne komitetu, jeśli żadna ze stron nie wyrazi sprzeciwu.

### Reprezentanci personelu
Kadencja członków komitetu wybranych po 3 sierpnia 2005 roku została mocą ustawy nr 2005-882 z dnia 2 sierpnia 2005 przedłużona z dwóch do czterech lat. Poza tym, w wypadku porozumienia przedstawicieli gałęzi przemysłu lub porozumienia uzgodnionego w ramach przedsiębiorstwa, kadencja może zostać ustalona dowolnie, ale w zakresie od 2 do 4 lat.
Reprezentanci są wybierani bezpośrednio przez cały personel w głosowaniu proporcjonalnym. Ustawa z 1945 roku przewidywała głosowanie większościowe, jednak w wyniku protestów ze strony Confédération française des travailleurs chrétiens (Francuskiej Konfederacji Pracowników Chrześcijańskich), 7 lipca 1947 ustanowiono głosowanie proporcjonalne.
Reprezentatywne związki zawodowe posiadają wyłączność na zgłaszanie kandydatów do pierwszej tury wyborów. Jeśli uczestnictwo w wyborach jest mniejsze niż 50%, organizowana jest druga tura, do której można zgłaszać kandydatów niebędących członkami związków zawodowych. Głosowanie również w tym przypadku jest proporcjonalne (avec attribution des restes à la plus forte moyenne).
Liczba reprezentantów personelu waha się w zależności od wielkości przedsiębiorstwa i wynosi od 3 (w przedsiębiorstwach zatrudniających od 50 do 74 pracowników) do 15 (w przedsiębiorstwach zatrudniających ponad 1000 pracowników). Każdy z nich posiada zastępcę. Gdy chodzi o większe przedsiębiorstwa, reprezentanci zgrupowani są w kolegiach, ustanowionych według ich przynależności zawodowej w przedsiębiorstwie (kadry specjalistyczne, pracownicy produkcyjni itp.) lub sektora działalności (inżynierowie, dział sprzedaży).
Podczas pierwszego posiedzenia przedstawiciele personelu wybierają ze swego grona sekretarza i sekretarza pomocniczego. Sekretarz jest najważniejszą osobą w komitecie, reprezentuje go wobec pracowników przedsiębiorstwa, redaguje sprawozdania i ogłasza je pracownikom.
Sekretarz nie powinien być mylony z „delegatami personelu”, którzy stanowią kolejną instancję reprezentującą personel. Niemniej, zgodnie z ustawą z 20 grudnia 1993 roku, w przedsiębiorstwach zatrudniających od 50 do 199 osób można połączyć te dwie instytucje w jednolitą delegację pracowników.

### Reprezentanci związkowi
Z historycznego punktu widzenia, ich obecność w komitetach jest dziełem Powszechnej Konfederacji Pracy, która w momencie ustanowienia instytucji zażądała, by duże organizacje związkowe mogły być reprezentowane w komitetach przedsiębiorstw, nawet jeśli nie mają przedstawicieli wśród reprezentantów personelu.
Każdy znaczący związek zawodowy obecny w przedsiębiorstwie ma w gremium jednego reprezentanta, który uczestniczy w debatach, może wyrazić swoje zdanie na temat poruszanych w głosowaniach kwestii, sam jednak prawa do głosowania nie ma.

## Funkcjonowanie
Według artykułu L 434-3 pierwszy werset kodeksu pracy, komitet przedsiębiorstwa powinien być zwoływany na zebrania, których minimalna częstotliwość zależy od liczby pracowników przedsiębiorstwa i od tego, czy zdecydowano się na utworzenie jednolitej delegacji personelu. W przedsiębiorstwach zatrudniających ponad 150 pracowników oraz w tych, które zatrudniają mniej niż 200 pracowników i które ponadto wybrały opcję jednej delegacji personelu (artykuł L 431-1-1 francuskiego kodeksu pracy), komitet powinien zebrać się przynajmniej raz w miesiącu. Z kolei w przedsiębiorstwach liczących mniej niż 150 pracowników, które nie zdecydowały się na utworzenie jednej delegacji personelu, takie spotkania będą miały miejsce co dwa miesiące. Spotkania są zwoływane przez prezydenta komitetu przedsiębiorstwa. Wysyła on członkom listy – podpisane również przez sekretarza – zawierające plan obrad. Artykuł L 434-3, werset 2 francuskiego kodeksu pracy stanowi, że „plan obrad zostaje potwierdzony przez szefa przedsiębiorstwa oraz sekretarza i podany do wiadomości innym członkom z przynajmniej trzydniowym wyprzedzeniem”.
Wynikiem każdego posiedzenia powinno być sprawozdanie, które zatwierdza się po dyskusjach i poprawkach w trakcie następnego posiedzenia. Komitet może powoływać komisje wewnętrzne. W przedsiębiorstwach zatrudniających ponad 1000 pracowników komisja ekonomiczna jest tworzona obligatoryjnie. Jej zadaniem jest analizowanie wszystkich dokumentów natury ekonomicznej lub finansowej zaproponowanych przez dyrekcję. Komisja prezentuje swoje wnioski przed komitetem przedsiębiorstwa zebranym na posiedzeniu plenarnym.
Komitet ma do swojej dyspozycji lokal specjalnie do tego przeznaczony w przedsiębiorstwie oraz sprzęt konieczny do wykonywania funkcji (komputer, drukarka, kserokopiarka etc.). Pracodawca musi również zapewniać subwencje na funkcjonowanie komitetu, które wynoszą przynajmniej 0,2% funduszu wynagrodzeń brutto, oraz subwencję przeznaczoną na działania socjalne i kulturalne.
Komitet jest jedyną instancją decydującą o podziale budżetu na działania socjalne i kulturalne. W konsekwencji, przedstawiciel pracodawcy będący jednocześnie prezydentem komitetu nie może uczestniczyć w głosowaniach dotyczących tych działań. Należy podkreślić, że subwencje na funkcjonowanie komitetu nie powinny być używane na działania socjalne i kulturalne.

## Kompetencje

### Funkcjonowanie ekonomiczne przedsiębiorstwa
Według ustawy z dnia 28 października 1982, znanej jako „ustawa Auroux” (loi Auroux), zadaniem komitetu przedsiębiorstwa jest „zapewnienie pracownikom wyrażenia własnej opinii, które umożliwia ciągłe uwzględnianie ich interesów przy podejmowaniu decyzji dotyczących zarządzania oraz ewolucji ekonomicznej i finansowej przedsiębiorstwa, organizacji pracy, szkolenia zawodowego i technik produkcji”.

### Komitety zakładowe i komitet centralny
W przedsiębiorstwach wielozakładowych komitet przedsiębiorstwa bywa zastępowany komitetami zakładowymi, wraz z komitetem centralnym przedsiębiorstwa. W grupach przedsiębiorstw złożonych z przedsiębiorstwa dominującego i przedsiębiorstw kontrolowanych komitet grupy nadzoruje komitety poszczególnych przedsiębiorstw. Wreszcie, w przedsiębiorstwach działających nie tylko we Francji, ale również w innych krajach Unii Europejskiej, europejski komitet centralny może nadzorować komitety krajowe.
Komitety zakładowe i komitet centralny tworzy się również w przypadku ustanowienia tzw. jednostki ekonomiczno-socjalnej (Unité Economique et Sociale, UES). Jednostkę tę ustanawia się na drodze sądowej lub też mocą porozumienia w ramach przedsiębiorstwa. Ma to miejsce w takich przedsiębiorstwach, które są wprawdzie odrębne pod względem prawnym, jednak powiązane ze sobą faktycznie więzami gospodarczymi i socjalnymi (m.in. zatrudniają tych samych pracowników) tego rodzaju, że istnienie w nich całkowicie odrębnych i samodzielnych komitetów prowadziłoby do dublowania się ich działań i w rezultacie do obniżenia poziomu reprezentacji pracowniczej. Ustanowienie UES, które pociąga za sobą utworzenie komitetu centralnego dla grupy faktycznie powiązanych przedsiębiorstw oraz komitetów zakładowych dla poszczególnych przedsiębiorstw z tej grupy, ma więc i w tym przypadku sprzyjać zjednoczeniu faktycznie jednolitych interesów pracowników w ramach hierarchicznej struktury komitetów.